# 和谐3B型内燃机车
HXN3B型内燃机车，原称HXND3型，是中国铁路的交流电传动内燃机车车型之一。

## 簡述
HXN3B 型机车由中国北车集团大连机车车辆有限公司研制生产，拥有完全自主知识产权 。该型内燃机车是在HXN3型内燃机车基础上，为满足重载货物列车调车需要而研制的4400马力重型调车用内燃机车，也可用于小运转作业，并采用模块化设计，牵引和控制系统与HXN3型内燃机车有通用性 。

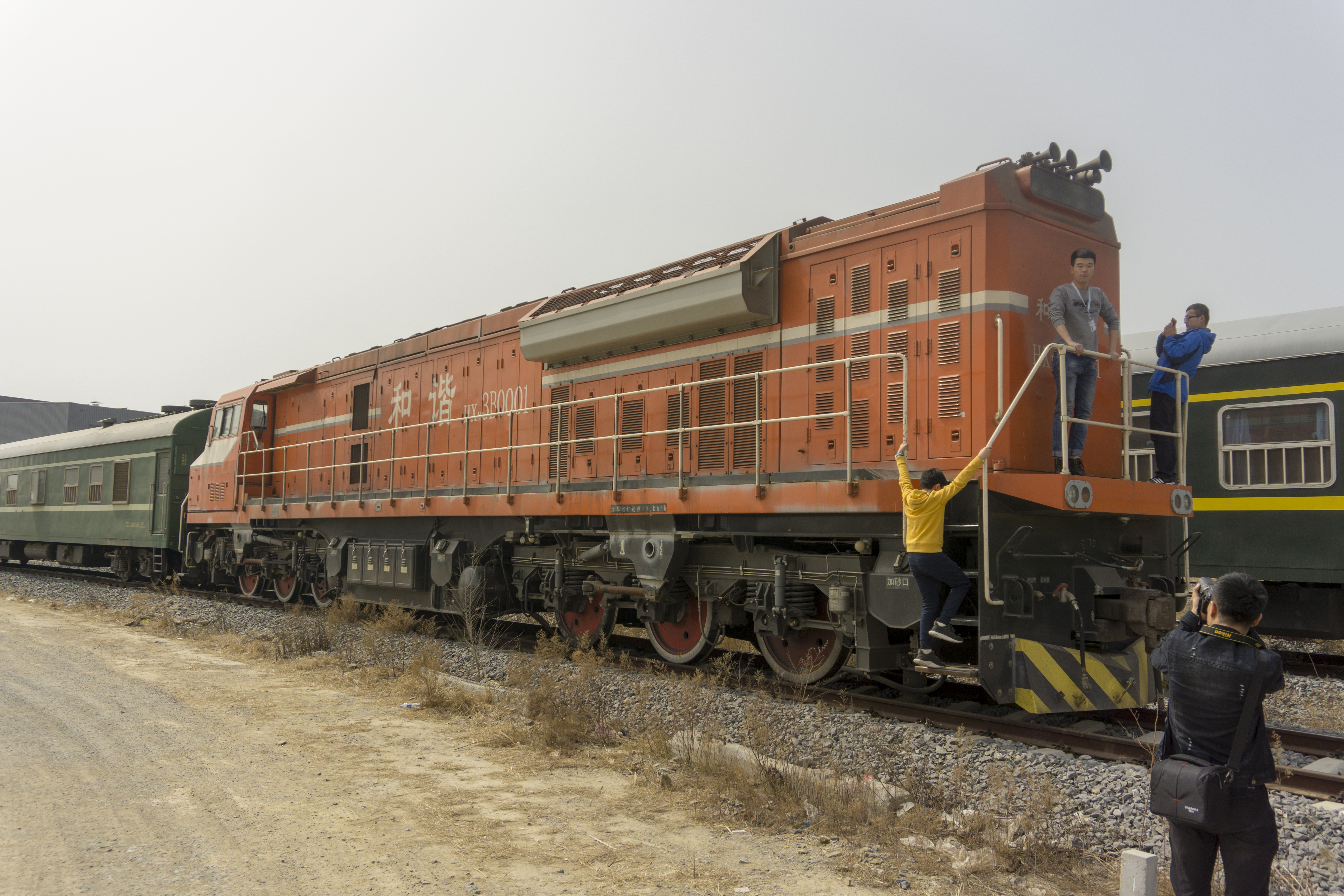
第五届走进中车活动中停放在中车大连旅顺厂区的HXN3B0001

### 总体结构

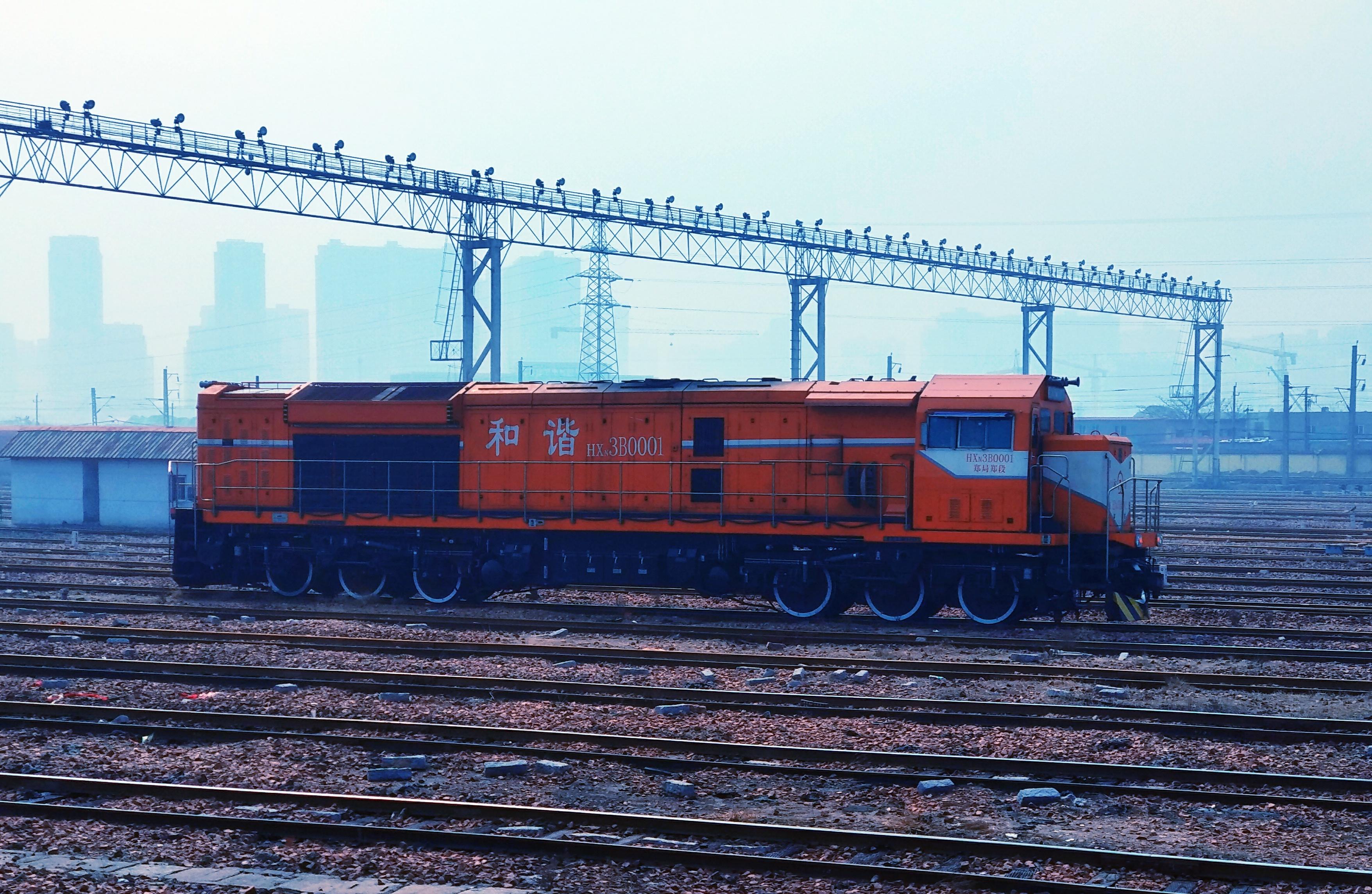
郑州北站内的HXN3B-0001